# Comana del Pont
Comana del Pont (grec Κόμανα τὰ Ποντικά) fou una ciutat del Pont, inicialment part del Pont Gàlata (Pontus Galaticus) i després del Pont Polemoniac, i finalment a la província d'Armènia (a l'Armènia Secunda). Segons la Taula de Peutinger era a la via que avançava de Tàvium cap a l'est i segons Estrabó a l'alta vall de l'Iris, prop de Neocesarea. Es creu que és l'actual Gumenek a la vora del Tokat Su (el nom modern del riu Iris), on s'han trobat unes ruïnes i un pont romà.
Comana va portar el nom de Hierocesarea (Cesarea Sagrada) en època romana, i fou centre del comerç amb Armènia.
Comana tenia com a deïtat tutelar anomenada Ma, la mateixa deessa que la ciutat capadòcia de Comana, i això ha fet pensar que era una mena de colònia d'aquesta darrera.
Va pertànyer als reis del Pont, que dues vegades a l'any hi feien una processió en honor de la deessa, i en aquestes ocasions el gran sacerdot portava una diadema i era la segona persona en importància després del rei. Dorilau, nebot d'un altre Dorilau ancestre (per part de mare) d'Estrabó, va ser gran sacerdot de Cumana nomenat per Mitridates el Gran.
Després de la campanya de Lucul·le, Pompeu va tenir el control d'aquestes regions i va nomenar gran sacerdot a Arquelau al que va donar el temple i un terreny a tot el voltant de 60 estadis, amb drets sobirans dins d'aquestos límits i reconegut amo de tots els esclaus del temple dins del territori de la ciutat de Comana però sense poder-los vendre, ja que estaven vinculats a la terra (es creu que eren al tomb de sis mil). Arquelau era fill d'Arquelau, el millor general de Mitridates, honorat per Sul·la i pel senat romà, i amic d'Aulus Gabini. El gran sacerdot Arquelau es va casar amb Berenice, la germana gran de Cleòpatra d'Egipte, i filla de Ptolemeu XII Auletes que en ser enderrocat el va substituir la seva filla Berenice, i Arquelau va ser rei durant sis mesos. Va morir en la batalla contra Aulus Gabini, que va restaurar a Ptolemeu Auletes l'any 55 aC, però com a gran sacerdot el va succeir el seu fill Arquelau.
Juli Cèsar va arribar al Pont després de derrotar a Farnaces i va donar el títol de sacerdot de Comana a Licomedes, però realment el que li va donar va ser el sacerdoci de Comana de Capadòcia (amb territoris afegits) i no de Pont.
Octavi August va fer príncep de Comana a Cleó, un lladre grec, que havia estat amic de Marc Antoni però el va abandonar abans de la batalla d'Àccium el 31 aC. Va morir de malaltia al cap d'un mes cosa que es va atribuir a la deessa, ja que el nou sacerdot infringia les regles bevent vi i menjant porc coses prohibides dins el recinte sagrat.
Després va ser gran sacerdot i príncep Diteutos, fill d'Adiatorix, un cap gàlata fidel de Marc Antoni i que va participar com a presoner a la desfilada del triomf d'Octavi. Com que Adiatorix era del partit de Marc Antoni, Octavi va ordenar matar al pare i al fill gran, però el germà jove va oferir la seva vida fent-se passar pel fill gran davant l'home enviat a matar-lo. Els dos germans van disputar sobre quin havia de morir, però finalment la família va permetre que fos el jove i així el gran es va salvar; quan Octavi se'n va assabentar va recompensar a Diteutos amb el nomenament com a príncep i gran sacerdot.
Comana era una ciutat gran. Era important el nombre de prostitutes a la ciutat i moltes d'elles pertanyien al temple. Es conserven monedes de la ciutat autònoma i de la ciutat imperial amb el nom de Komanon i Komaneon.